# Carl Gyllenborg

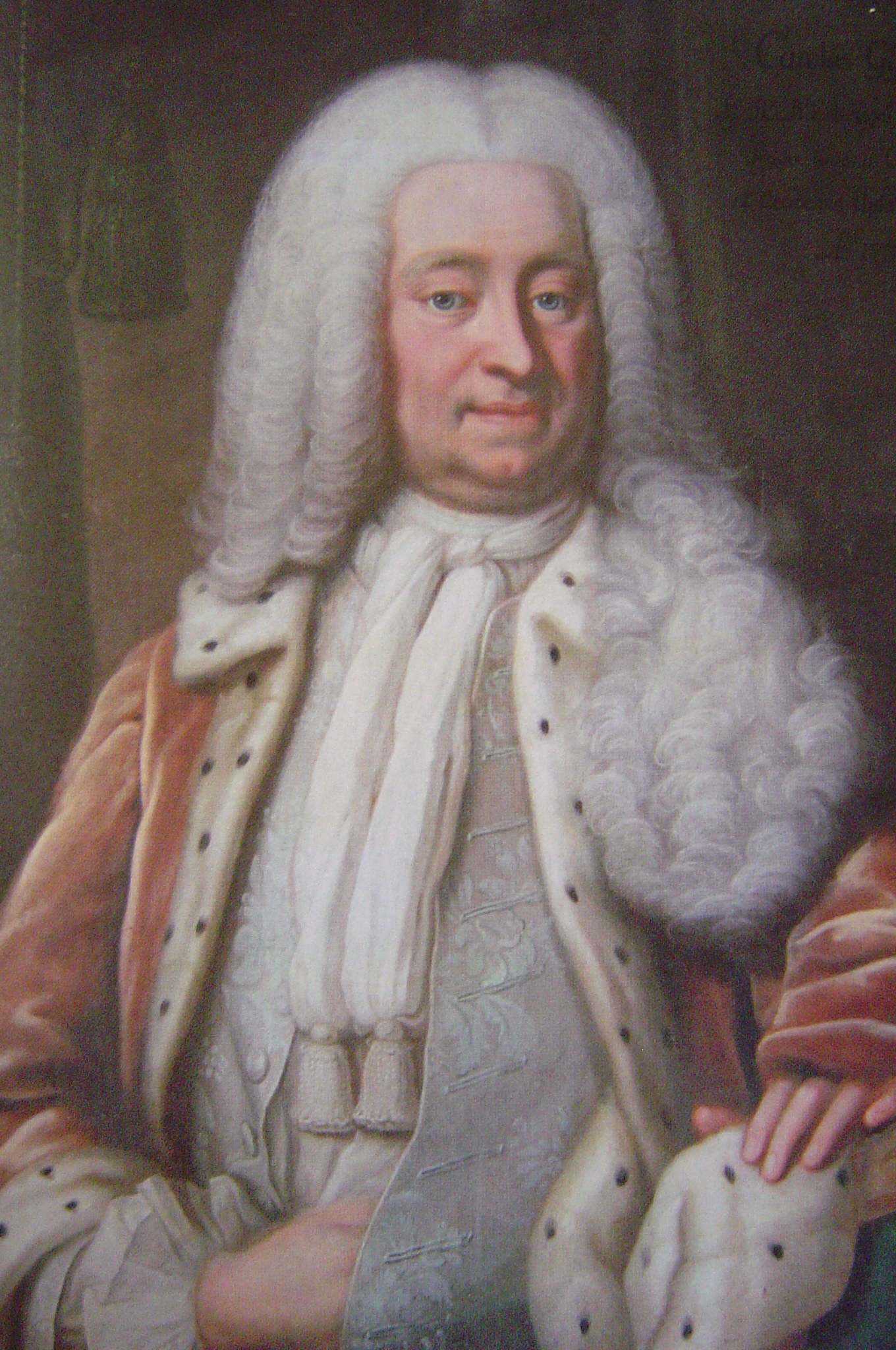
Carl Gyllenborg (1679–1746),
Gemälde von Lorenz Pasch dem Älteren

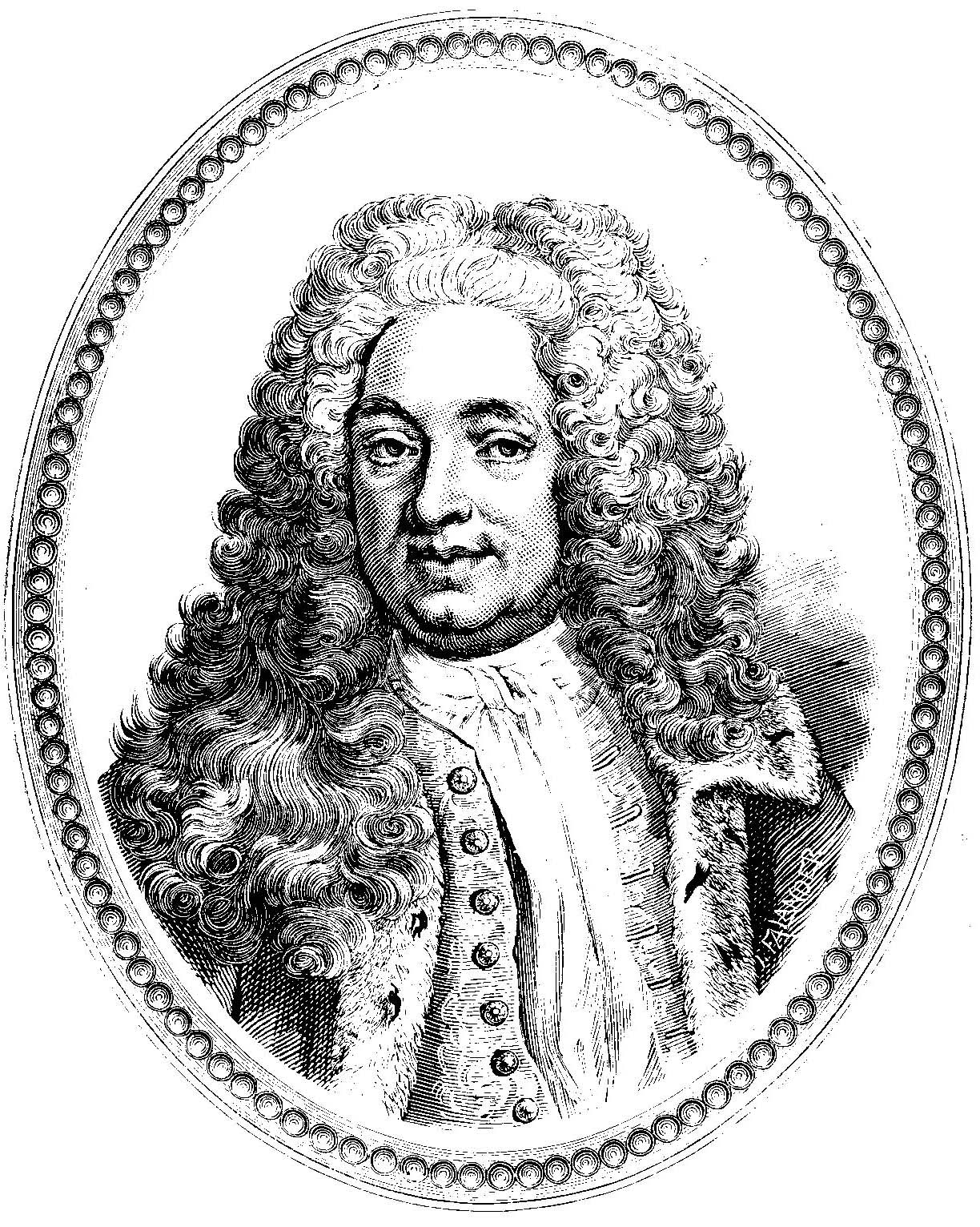
Porträt Carl Gyllenborgs aus „Femtio porträtt af ryktbara svenskar“

Carl Gyllenborg (* 7. März 1679 in Stockholm; † 9. Dezember 1746 in Uppsala) war ein schwedischer Staatsmann.

## Leben und Wirken
Carl Gyllenborg folgte Karl XII. auf seinen ersten Feldzügen und wurde 1703 Botschaftssekretär, 1710 Botschafter in London. Dort heiratete er die Engländerin Sara Wright. 
1717 stand er im Zentrum eines großen diplomatischen Skandals, bekannt als „Gyllenborg Affaire“. Der vom Schwedenkönig bevollmächtigte holsteinische Minister Georg Heinrich von Görtz versuchte im Verein mit Alberoni, in Spanien eine jakobitische Verschwörung gegen den britischen König Georg I. anzuzetteln. Die Engländer dechiffrierten den Schriftwechsel, bei dem sich der englische Chef-Kryptoanalytiker Edward Willes seine ersten Sporen verdiente und ließen die Verschwörung am 10. Februar 1717 mit der Verhaftung von Gyllenborg in London und Görtz in Arnheim in den Niederlanden auffliegen.
Der Briefwechsel wurde veröffentlicht. Er bewies nicht nur Kontakte der Schweden zu den Jakobiten, sondern auch zum Zaren Peter dem Großen, die über seinen schottischen Leibarzt Erskine liefen. Robert Walpole, im Briefwechsel als „Unzufriedener“ erwähnt, musste als Schatzkanzler zurücktreten. Die Verletzung der Immunität rechtfertigte der britische Minister James Stanhope vor dem Parlament damit, dass diese bei einer Verschwörung zum Sturz des Königs nicht gelte.
Nach drei Monaten wieder freigelassen, wurde Gyllenborg 1718 Staatssekretär und verhandelte neben Görtz den Frieden auf Åland mit Russland. Nach Karls XII. Tod wurde er der starke Mann in der sogenannten Partei der Hüte (Hattpartiet), die sich an Frankreich verkaufte und die dem Grafen Horn und der Mützenpartei (Mösspartiet, schwedische Adelspartei) gegenüberstand. Gyllenborg trug über letztere den Sieg davon und wurde 1739 Kanzleipräsident.
Er trieb zu dem Russisch-Schwedischen Krieg 1741–43. Die Volkswut, die sich nach dem schimpflichen Frieden von Åbo 1743 gegen ihn erhob, wusste er durch die Hinrichtung mehrerer Generale zu stillen. Er starb am 6. Dezember 1746 als Reichsrat und Kanzler der Universität Uppsala. 
Auch als Dichter versuchte er sich und verfasste die erste schwedische Komödie Swenska sprätthöken (1737). Am 30. November 1711 wurde er zum Mitglied (Fellow) der Royal Society gewählt.
Sein Neffe Gustav Friedrich Gyllenborg war Kanzleirat und Dichter.